# Dialetti dell'area appenninica lucana
I dialetti dell'area appenninica lucana sono parlati nella zona centrale e occidentale della provincia di Potenza e in alcuni comuni dell'entroterra della provincia di Matera. Presentano una pronuncia di vocali generalmente chiuse anche se l'area in questione presenta aspetti molto differenti e variegati che variano nel raggio di 10 km.

## Dialetto potentino
Il dialetto della città di Potenza (u putenzese), sebbene abbia antiche origini gallo-italiche, con il passare del tempo è stato fortemente influenzato dalle aree circostanti, anche a causa della forte immigrazione avvenuta in città dai comuni contigui. I tratti settentrionali sono infatti stemperati in una significativa componente meridionale che è la conseguenza di un processo secolare di convergenza.

### Caratteristiche
- La «e» in finale di parola viene soppressa foneticamente e non forma alcuna sillaba con la lettera preceduta.
- Se la «e» in finale di parola è accentata si pronuncia.
- Nel modo infinito del verbo, le vocali presenti risultano essere quasi sempre accentate; lo stesso vale per alcune parole tronche quando non si passa al loro accrescimento.
- Nelle parole acquisite da lingue straniere l'accento cade sempre sull'ultima sillaba.
- La «o» in finale di parola rimane inalterata. Al massimo può degradare in un suono simile alla «u».
- La consonante «t» si trasforma quasi sempre in «r» o «v», e viene raddoppiata nei plurali delle parole.
- Nella particella pronominale «ci», la consonante «c» si trasforma in «n».
- La s impura spesso viene trasformata nel suono «sci» di "scienza".
- La sillaba «que» varia in «che».
- Il gruppo «gl» diventa spesso ma non sempre «gn».
- Il gruppo "ll" rimane "ll", ad esempio "taccariell" cioè "pezzo di legno", "ciucciariello" cioè "l'asino"
- la 'c' viene pronunciata come 'g', ad esempio il nome "Luciana" è pronunciato "Lugiana".

Alcune parole non hanno il plurale, e quindi il numero viene determinato dall'articolo posto davanti al nome, che diventa «d» seguita da apostrofo. Nell'infinito dei verbi il gruppo «are» a volte si trasforma in «ere» e spesso l'infinito viene a coincidere con il participio passato, a causa della variazione della «t» del participio in «r». Nella maggior parte delle coniugazioni la consonante centrale viene raddoppiata e al passato remoto la terza persona viene trasformata in «aze», con la «z» che ha il suono della «s».

### Proverbi
- Addù sò tanta halle a cantà nun fà mai jorne / Dove ci sono troppi galli che cantano, non arriva mai l'alba.
- Chi addummanne nun fa errore / Chi domanda non commette sbagli.
- Passare lu sante, passare la feste / Passato il Santo, passata la festa.
- Fa primme la femmena a truvà na scusa, ca no nu pirete a truvà nu pertuse / Fa prima la donna a trovarsi una scusa, che non un peto a trovarsi un pertugio.
- U pappele se mbruscigna inde a farina e dice ca fa u mulenare / L'insetto si sporca nella farina e dice che fa il mugnaio.
- Da chi nun tene figlie nun se va né pe favore né pe consiglie  / Da chi non ha figli, non si va né per [chiedere] favori né per consigli.
- I guaje de la pignatta i sape u cucchiara  / I guai della pentola li conosce solo il mestolo.
- La fatica si era bona la facienne li cane  / Se il lavoro fosse stato divertente l'avrebbero fatto i cani.
- Si l'invidie fosse cuglia, fosse già arrevate mbere li piere / Se l'invidia potesse parlare ne racconterebbe delle belle (lett. "Se l'invidia fosse un'ernia inguinale, sarebbe già scesa fino ai piedi").
- U sfile du ciucce é u cardone / Dove c'è gusto non c'è perdenza.
- Sì trasute de sicche e ti sì assettate de chiatte  / Sei entrato magro e ti sei seduto grasso.
- Chi zappa, beve d'acqua, e chi pura beve o' vino  / Chi zappa beve l'acqua, chi pota beve il vino.
- Si chiove e mena viendo, chiure l'uscio e statte attiendë! / Se piove e tira vento chiudi la porta e stai attento.
- 'Nu padre campa cento figlie e cente figlie nun campane nu padre  / Un padre cura cento figli e cento figli non curano un padre.
- In tiembe de carestia, ogne buco è galleria  / In periodo di carenza sessuale, anche una donna brutta può andar bene.
- Ogne buco è pertuso / Ogni donna può andare bene (In termini sessuali)
- Se me fai girà la summa sesta, te mette nda lu mascione e te facce magnà dai zulle  / Se mi fai perdere la pazienza ti chiudo in una stanza buia e ti faccio sbranare dai cani
- Quanne se scioglie a nenguende, venghene fuore i strunze  / Quando si scioglie la neve, vengono fuori gli stronzi
- Piglia e porta 'n gasa, e dign a ta mamm' ca sò cerase  / Accetta la tua sconfitta e torna a casa a capo chino.
- Eddalle  / Ma va' là.
- Si è puorche torne a nasce  / Se doveva andare così, accadrà di nuovo.

## Dialetti della Basilicata centrale
L'area appenninica comprende anche la parte centrale della regione, cioè i comuni dell'alta e media Val d'Agri, del Cavone e del Basento, interessando sia comuni della provincia di Potenza che i comuni montani della provincia di Matera, tra cui Aliano, Craco, Ferrandina, Salandra, Accettura, San Mauro Forte.
Al suo interno si estende anche un'area detta Vorposten la quale presenta un vocalismo equivalente a quello rumeno, che è un compromesso fra il sistema di tipo sardo dell'area Lausberg in Basilicata meridionale e il sistema romanzo comune degli altri dialetti italiani meridionali di cui fanno parte per esempio Matera e, a parte gli elementi gallo-italici, anche la stessa Potenza.
Tale sistema vocalico è ancora riscontrabile in un territorio, chiamato Vorposten perché rappresenta un avamposto, il cui nucleo principale è Castelmezzano, ma comprende anche Castronuovo di Sant'Andrea, Sant'Arcangelo, Roccanova, San Martino d'Agri, Aliano e Alianello, Gallicchio, Missanello, Armento, Pietrapertosa, Anzi, Campomaggiore, Albano di Lucania, Trivigno, Brindisi di Montagna, Corleto Perticara e Guardia Perticara.
Questa vasta zona di un tempo rappresenta la proiezione transadriatica di questa fase della lingua latina documentata nei dialetti lucani, e interessa un territorio molto ristretto intorno a Castelmezzano.
In questa zona si distingue tra /ĭ/ breve ed /ī/ lunga latine, con esiti differenziati (pépë, latino pĭper e filë, latino fīlat), ma non tra /ŏ/ breve e /ō/ lunga (córë, latino cŏr, e sólë, latino sōl), mentre /u/ latina, sia breve che lunga, dà luogo a un unico esito /u/ (fùrchë, latino fŭrca, e lùnë, latino lūna). È stato rilevato che queste condizioni nel loro insieme trovano riscontro nel vocalismo del romeno, la lingua dell'antica Dacia, conquistata dall'Impero nel II secolo.

## Dialetti gallo-italici
Nel gruppo dei dialetti appenninici lucani fanno eccezione sei comuni tra cui lo stesso capoluogo di regione (oltre a Potenza, Pignola, Tito, Picerno, Trecchina, Vaglio Basilicata) in cui vi è un dialetto di derivazione gallo-italica, dovuto a una probabile immigrazione avvenuta in epoca medioevale di popolazioni provenienti dal Piemonte, e in particolare dal Monferrato; conseguentemente a ciò la fonetica è molto differente dal resto dell'isola linguistica, anche se come detto, con il passare dei secoli si è verificato un processo di convergenza con i dialetti lucani circostanti.